# Wim van der Kroft
Willem Frederik „Wim“ van der Kroft (* 16. August 1916 in Haarlem; † 21. März 2001 in Den Helder) war ein niederländischer Kanute.

## Erfolge
Wim van der Kroft gewann bei den Olympischen Spielen 1936 in Berlin eine Bronzemedaille im Zweier-Kajak. Auf der 1000-Meter-Strecke beendeten er und Nicolaas Tates zunächst ihren Vorlauf mit einer Laufzeit von 4:22,2 min auf dem zweiten Platz. Im Finallauf erreichten sie schließlich hinter den Österreichern Adolf Kainz und Alfons Dorfner sowie Ewald Tilker und Fritz Bondroit aus Deutschland als Drittplatzierte das Ziel. Mit ihrer Zeit von 4:12,2 Minuten blieben sie 3,3 Sekunden hinter den Deutschen, hatten aber ebenso drei Sekunden Vorsprung auf die viertplatzierten Tschechoslowaken.
Zwölf Jahre darauf nahm er auch an den Olympischen Spielen in London teil, diesmal jedoch im Einer-Kajak. Als Vierter seines Vorlaufs schaffte er knapp die Finalqualifikation und beendete den Endlauf in 4:43,5 Minuten auf dem fünften Platz. Bei den Olympischen Spielen 1952 in Helsinki gewann van der Kroft im Einer-Kajak auf der 1000-Meter-Distanz seinen Vorlauf, verpasste als Vierter des Finals aber in einer Laufzeit von 4:20,8 Minuten knapp einen weiteren Medaillengewinn. Er überquerte 0,7 Sekunden hinter dem drittplatzierten Louis Gantois aus Frankreich die Ziellinie.